# 布達佩斯東站 (布達佩斯地鐵)
布達佩斯東站（匈牙利語：Keleti pályaudvar）是匈牙利布達佩斯地鐵的一個車站。布達佩斯東站是布達佩斯地鐵2號線和布達佩斯地鐵4號線的交會站，同時也可以換乘匈牙利鐵路布達佩斯東站的列車。 